# Hans Terofal
Hans Terofal, eigentlich Hans Seitz, (* 10. April 1923 in München; † 15. Mai 1976 ebenda) war ein deutscher Schauspieler, Aufnahmeleiter und Produktionsleiter.

## Leben

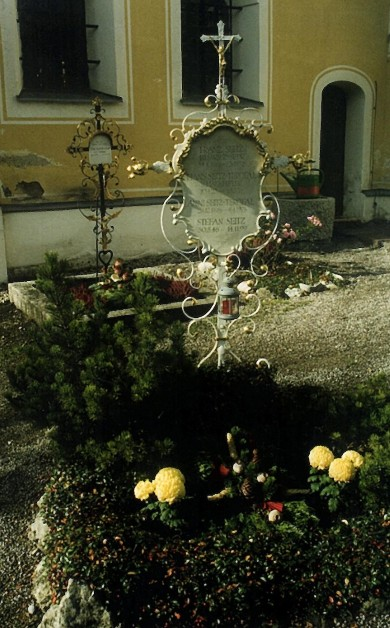
Grabstätte von Hans Terofal

Hans Terofal war der Sohn des Filmregisseurs Franz Seitz senior und der Schauspielerin Anni Terofal, der Tochter von Xaver Terofal, dem Gründer des Schlierseer Bauerntheaters. Sein Bruder war der Filmproduzent Franz Seitz junior. Sein Pseudonym geht auf seine Mutter, die Schauspielerin Anni Terofal, zurück.
Im Jahr 1942 stand Terofal erstmals vor der Kamera, dann war er Soldat im Zweiten Weltkrieg und kehrte von diesem Einsatz mit einem schweren Herzleiden zurück. Er arbeitete meist für seinen Bruder Franz Seitz junior als Aufnahme-, Produktionsleiter und Schauspieler.
Terofal spielte zwischen 1967 und 1975 in vielen Filmen vorwiegend Trottelrollen. Bekannt wurde er vor allem als trotteliger Schulpedell Bloch in der Filmreihe Die Lümmel von der ersten Bank. Er war Vater von zwei Kindern und begeisterter Trabrennfahrer. 
Terofal fiel aufgrund seiner Alkoholkrankheit im März 1976 ins Koma und starb, ohne das Bewusstsein wieder erlangt zu haben, am 15. Mai 1976 im Alter von 53 Jahren im Münchener Klinikum Großhadern. Seine Grabstätte befindet sich im Familiengrab der Seitz auf dem Friedhof der Pfarrkirche St. Sixtus in Schliersee.

## Filmografie
- 1942: Die Erbin vom Rosenhof
- 1948: Frau Holle
- 1951: Die Alm an der Grenze
- 1951: Der letzte Schuß
- 1951: Die Martinsklause
- 1952: Die schöne Tölzerin
- 1952: Der weißblaue Löwe
- 1953: Die Nacht ohne Moral
- 1956: IA in Oberbayern
- 1957: Die Zwillinge vom Zillertal
- 1957: Almenrausch und Edelweiß
- 1958: Die grünen Teufel von Monte Cassino
- 1959: Mein Schatz, komm mit ans blaue Meer
- 1961: Schön ist die Liebe am Königssee
- 1962: Der verkaufte Großvater
- 1962: Muß i denn zum Städtele hinaus
- 1964: Lausbubengeschichten
- 1965: Die Pfingstorgel
- 1965: Die fromme Helene
- 1965: Tante Frieda – Neue Lausbubengeschichten
- 1966: Onkel Filser – Allerneueste Lausbubengeschichten
- 1967: Fast ein Held
- 1967: Wenn Ludwig ins Manöver zieht
- 1968: Zur Hölle mit den Paukern
- 1968: Zum Teufel mit der Penne
- 1968: Komm nur, mein liebstes Vögelein
- 1969: Klassenkeile
- 1969: Charley’s Onkel
- 1969: Pepe, der Paukerschreck
- 1969: Heintje – Ein Herz geht auf Reisen
- 1969: Dr. med. Fabian – Lachen ist die beste Medizin
- 1969: Hurra, die Schule brennt!
- 1970: Wir hau’n die Pauker in die Pfanne
- 1970: Wenn die tollen Tanten kommen
- 1970: Das kann doch unsren Willi nicht erschüttern
- 1970: Das Glöcklein unterm Himmelbett
- 1971: Das haut den stärksten Zwilling um
- 1971: Tante Trude aus Buxtehude
- 1971: Morgen fällt die Schule aus
- 1971: Unser Willi ist der Beste
- 1971: Die tollen Tanten schlagen zu
- 1971: Rudi, benimm dich!
- 1971: Die Kompanie der Knallköppe
- 1972: Außer Rand und Band am Wolfgangsee
- 1972: Willi wird das Kind schon schaukeln
- 1972: Liebesspiele junger Mädchen
- 1972: Die dressierte Frau
- 1972: Betragen ungenügend!
- 1972: Der Schrei der schwarzen Wölfe
- 1972: Trubel um Trixie
- 1972: Providenza! – Mausefalle für zwei schräge Vögel (La vita a volte è molto dura, vero Provvidenza?)
- 1972: Drei Vaterunser für vier Halunken (Il grande duello)
- 1973: Frau Wirtins tolle Töchterlein
- 1973: Blau blüht der Enzian
- 1973: Crazy – total verrückt
- 1974: Schwarzwaldfahrt aus Liebeskummer
- 1974: Alpenglüh’n im Dirndlrock
- 1974: Wenn Mädchen zum Manöver blasen
- 1974: Zwei im siebenten Himmel
- 1974: Auf der Alm da gibt’s koa Sünd
- 1975: Zwei tolle Hechte – Wir sind die Größten (Prima ti suono e poi ti spara)
- 1975: Champagner aus dem Knobelbecher